# Кейван Інга Іларіївна
Кейван Інга Іларіївна (нар. 25 грудня 1976, Чернівці, СРСР) — українська поетеса, літературний критик, літературознавець. Автор ідеї та головний редактор сайту літкритики «LSD» («Література. Сучасність. Діалог»). З жовтня 2016 працює PR-менеджером у Видавництві 21.
У 2003 захистила дисертацію кандидата філологічних наук у ЧНУ, пов'язану з дослідженням архетипних структур та архетипних формул у художніх текстах.

## Життєпис
У 1999 році закінчила Чернівецький національний університет імені Юрія Федьковича за спеціальність: «Українська мова та література». У 2003 захистила дисертацію кандидата філологічних наук у ЧНУ, пов'язану з дослідженням архетипних структур та архетипних формул у художніх текстах.
З 2002 по 2012 працювала викладачем у ЧНУ та займалася дослідницькою роботою. Серед основних тем досліджень Кейван — українська література кінця XIX — початку XX ст, зокрема «Українська література періоду раннього модернізму», «Література Буковини початку ХХ ст.», «Сучасний літературний процес на Буковині», «Сучасна українська література».
Наприкінці 2012 декілька місяців працювала модератором у чернівецькому культурно-мистецькому центрі «Literatur Cafe „Czernowitz“»..
З 2012 по 2013 працювала заступником головного редактора «Буковинського журналу»
З 2014 по 2016 роки працювала у муніципальній бібліотеці імені Анатолія Добрянського.
З жовтня 2016 також працює PR-менеджером у Видавництві 21.

### Походження імені
У 2012 році під-час інтерв'ю чернівецькому виданню «Версії» Інґа розповіла про походження свого ім'я та прізвища. Ім'ям «Інґа» її назвала рідна тітка, яка захоплювалася головною героїнею фільму «Чаклунка» (1956) — Інґою у виконанні акторки Марини Владі — знятого за мотивами роману російського письменника Олександра Купріна «Олеся». Щодо прізвища «Кейван», то воно має кельтське коріння, оскільки у минулому на Буковині були кельтські поселення, зокрема, і в тих місцях, звідки походить тато поетеси — на Вижниччині.

## Творчість

### Літературна
Автор поетичних книг: «Одкровення Я», «Сьоме покоління», «Світ на дотик» (єдина вийшла друком), «Імаго кольору індіґо», «Тремтіння сфер (2010)», «Коли Бог приходить» (2011).
Автор лібрето і текстів (окремих у співавторстві з Євгеном Воєвідкою) мюзикла «То лише казка…» (музика Євгена Воєвідки), робота над мюзиклом закінчена у 2002 році. Писала слова до музики Євгена Воєвідки, результатом чого стали кілька пісень.
У 2012 книги «Тремтіня сфер» та «Коли Бог приходить» видала у вигляді електронної книги (автор передмов Микола Рачук, ілюстратор Андрій Гречанюк).

### Наукова
Автор більше ніж десяти наукових статей про українську літературу.

## Вибрані твори

### Проза
Друковані видання
- Інґа Кейван. «Світ на дотик»: вибране. Чернівці: Місто. 2002. 104 стор. (Літературна премія ім. Вадима Коваля). ISBN 966-7366-91-X.
- Інґа Кейван. «Тінь базальту. Тіло Базальту».[4] Передмова: Микола Рачук; малюнки: Галина Команяк-Вінтонів. Чернівці: Букрек. 2014. 264 стор. ISBN 978-966-399-587-8 (Третє тисячоліття: українська поезія).[5][6][7]

Електронні видання
- Інґа Кейван. Тремтіння сфер: книга поезій. Чернівці, 2009. (формат електронної книги) (переглянути)
- Інґа Кейван. Коли Бог приходить: книга поезій. Чернівці, 2011. (формат електронної книги)
- Інґа Кейван. Тремтіння сфер. Коли Бог приходить. Передмова: Микола Рачук; малюнки: Андрій Гречанюк. Чернівці, 2012. 205 стор. (формат електронної книги)

### Наукові праці
- Кейван Інга Іларіївна. Архетипні структури і формули в творчості західноукраїнських письменниць кінця XIX — початку XX ст. (на матеріалі художньої спадщини Н. Кобринської, Є. Ярошинської, О. Кобилянської): Дисертація кандидата філологічних наук: 10.01.01. Чернівці: ЧНУ. 2003. 204 арк.

## Премії
У 2002 році стала лауреатом першого Літературного конкурсу імені Вадима Коваля за свою книгу «Світ на дотик». У 2015 році, разом з Ілльою Зеґрі, стала лауреатом премії ім. Пауля Целана.